# La Due
La Due – wieś w Stanach Zjednoczonych, w stanie Missouri, w hrabstwie Henry.